# Cyrtorchis crassifolia
Cyrtorchis crassifolia är en orkidéart som beskrevs av Rudolf Schlechter. Cyrtorchis crassifolia ingår i släktet Cyrtorchis, och familjen orkidéer. Inga underarter finns listade i Catalogue of Life.